# Unione dei comuni montani Colline del Fiora
L'Unione dei comuni montani Colline del Fiora è un'unione di comuni della Toscana, in provincia di Grosseto, formata dai comuni di Pitigliano, Manciano e Sorano.

## Storia
L'Unione dei comuni montani Colline del Fiora nasce il 20 dicembre 2011 con l'atto costitutivo firmato a Pitigliano dai rappresentanti dei tre comuni: i sindaci Dino Seccarecci e Pierandrea Vanni per Pitigliano e per Sorano, e il commissario prefettizio Luigi Manzo per Manciano. L'ente sostituisce la precedente Comunità montana Colline del Fiora (di cui faceva parte anche il comune di Scansano), che sarà dichiarata estinta con decreto n. 31 del presidente della giunta regionale della Toscana del 20 gennaio 2012. Dal 1º febbraio 2012 l'Unione dei comuni è quindi succeduta a tutti gli effetti nei beni, nei rapporti attivi e passivi alla comunità montana.

## Amministrazione

### Sede
La sede istituzionale dell'unione è nel comune di Pitigliano, in via Domenico Maria Ugolini, dove si svolgono le adunanze degli organi elettivi e collegiali. Tuttavia lo statuto prevede che possano riunirsi anche in altre sedi dei comuni che compongono l'unione.

### Presidenti
| Presidente        | Periodo         | Periodo         | Comune     | Note   |
| Presidente        | Inizio          | Fine            | Comune     | Note   |
| ----------------- | --------------- | --------------- | ---------- | ------ |
| Marco Galli       | dicembre 2011   | gennaio 2013    | Manciano   | [ 4 ]  |
| Pierandrea Vanni  | gennaio 2013    | 7 febbraio 2014 | Sorano     | [ 4 ]  |
| Pierluigi Camilli | 7 febbraio 2014 | marzo 2015      | Pitigliano | [ 5 ]  |
| Marco Galli       | marzo 2015      | 2016            | Manciano   | [ 6 ]  |
| Carla Benocci     | 2016            | dicembre 2017   | Sorano     | [ 7 ]  |
| Giovanni Gentili  | dicembre 2017   | 1º marzo 2019   | Pitigliano | [ 8 ]  |
| Mirco Morini      | 1º marzo 2019   | 24 aprile 2020  | Manciano   | [ 8 ]  |
| Pierandrea Vanni  | 24 aprile 2020  | 28 maggio 2021  | Sorano     | [ 9 ]  |
| Giovanni Gentili  | 28 maggio 2021  | 9 giugno 2022   | Pitigliano | [ 10 ] |
| Pierandrea Vanni  | 9 giugno 2022   | 23 giugno 2023  | Sorano     | [ 11 ] |
| Mirco Morini      | 23 giugno 2023  | 12 luglio 2024  | Manciano   | [ 12 ] |
| Giovanni Gentili  | 12 luglio 2024  | 31 luglio 2025  | Pitigliano |        |
| Ugo Lotti         | 31 luglio 2025  | in carica       | Sorano     | [ 13 ] |